# Heishanobaatar
Heishanobaatar Kusuhashi et al., 2010 è un genere di mammiferi estinti appartenenti all'ordine dei Multituberculata, famiglia Eobaataridae. I resti fossili provengono dal Cretaceo inferiore della Cina. Questi erbivori vissero durante l'era Mesozoica, conosciuta anche come "l'era dei dinosauri". Furono tra i rappresentanti più evoluti del sottordine informale dei "Plagiaulacida".

## Descrizione
[...]Questo ritrovamento dimostra che erano presenti diversi multitubercolati in Asia nel Cretaceo inferiore, e suggerisce che la fauna di mammiferi nota dalle formazioni Shahai e Fuxin mostra probabilmente uno stato di transizione tra la fauna della formazione Yixian e la fauna del Cretaceo superiore dell'Asia.»
( Nao Kusuhashi; Yaoming Hu; Yuanqing Wang; Takeshi Setoguchi; Hiroshige Matsuoka, New multituberculate mammals from the Lower Cretaceous (Shahai and Fuxin formations), northeastern China, in Journal of Vertebrate Paleontology, vol. 30, n. 5, 2010,  pp. 1501–1514, DOI:10.1080/02724634.2010.501435.)

## Distribuzione
I suoi resti sono stati scoperti negli strati databili al Cretaceo inferiore  (Aptiano o Albiano) Badaohao, Heishan, Liaoning, Cina nordorientale; (Formazione Shahai).

## Specie
La specie Heishanobaatar triangulus è stata classificata da Nao Kusuhashi, Yaoming Hu, Yuanqing Wang, Takeshi Setoguchi e Hiroshige Matsuoka nel 2010,  ed è la specie tipo per monotipia.

## Etimologia
Il nome "Heishanobaatar" (dal nome della provincia cinese in cui è avvenuto il ritrovamento, l'Heishan, e dal Mongolo "baatar"= eroe, termine che viene spesso usato come suffisso ad indicare numerose specie di multitubercolati del Cretaceo dell'Asia) letteralmente significa  "eroe di Heishan". La parola 'triangulus' (dal latino = triangolare) si riferisce alla corona triangolare di p3 in vista laterale, che è una delle caratteristiche della specie.

## Tassonomia
Sottoclasse  †Allotheria Marsh, 1880
- Ordine †Multituberculata Cope, 1884:
  - Sottordine †Plagiaulacida Simpson, 1925
    - Ramo Plagiaulacidae
      - Famiglia †Eobaataridae Kielan-Jaworowska, Dashzeveg & Trofimov, 1987
        - Genere †Eobaatar Kielan-Jaworowska, Dashzeveg & Trofimov, 1987
          - Specie †E. magnus Kielan-Jaworowska, Dashzeveg & Trofimov, 1987
          - Specie †E. minor Kielan-Jaworowska, Dashzeveg & Trofimov, 1987
          - Specie †E. hispanicus Hahn & Hahn, 1992
          - Specie †E. pajaronensis Hahn & Hahn, 2001
          - Specie †E. clemensi Sweetman, 2009

        - Genere †Loxaulax Simpson, 1928
          - Specie †L. valdensis Simpson, 1928

        - Genere †Monobaatar Kielan-Jaworowska, Dashzeveg & Trofimov, 1987
          - Specie †M. mimicus Kielan-Jaworowska, Dashzeveg & Trofimov, 1987

        - Genere †Parendotherium Crusafont Pairó & Adrover, 1966
          - Specie †P. herreroi Crusafont Pairó & Adrover, 1966

        - Genere †Sinobaatar Hu & Wang, 2002
          - Specie †S. lingyuanensis Hu & Wang, 2002
          - Specie †S. xiei Kusuhashi et al., 2009
          - Specie †S. fuxinensis Kusuhashi et al., 2009

        - Genere †Heishanobaatar Kusuhashi et al., 2010
          - Specie †H. triangulus Kusuhashi et al., 2010

        - Genere †Liaobaatar Kusuhashi et al., 2009
          - Specie †L. changi Kusuhashi et al., 2009

        - Genere †Hakusanobaatar Kusuhashi et al., 2008
          - Specie †H. matsuoi Kusuhashi et al., 2008

        - Genere †Tedoribaatar Kusuhashi et al., 2008
          - Specie †T. reini Kusuhashi et al., 2008